# Legione Cispadana
La Legione Cispadana fu un'unità militare istituita dalla Repubblica Cispadana per affiancare lo sforzo bellico francese durante la Campagna d'Italia vittoriosamente intrapresa da Bonaparte nel 1796-97. Fu impiegata prevalentemente per il controllo del territorio e per reprimere sommosse ed insorgenze nel nord Italia e non fu mai disposta in linea nelle varie battaglie contro le forze austriache; partecipò tuttavia ad alcuni scontri armati nel corso dell'invasione dello Stato Pontificio nel febbraio 1797. Fu sciolta e fatta confluire nella Legione Cisalpina allorché Bonaparte decretò l'unione della Cispadana con la Lombardia, andando così a costituire la Repubblica Cisalpina.

## Origine

### La Giunta di Difesa Generale
L'organizzazione militare cispadana fece capo ad un organismo denominato «Giunta di Difesa Generale», creato durante il 1º Congresso Cispadano di Modena riunito per volontà di Bonaparte al quale premeva che, in quella particolare situazione militare,  i territori emiliani partecipassero allo sforzo bellico francese nel nord Italia. Le esigenze erano duplici: da un lato occorreva provvedere alla sicurezza interna, al fine di sollevare le truppe francesi dai gravosi e capillari compiti di controllo che erano necessari per aree rese irrequiete sia dalle requisizioni disposte per il mantenimento dall'Armata d'Italia sia dal rifiuto di parte delle popolazioni verso le nuove idee, in particolare nell'ambito religioso. Dall'altro v'era l'obiettivo di fornire un appoggio diretto alle truppe francesi che dovevano fronteggiare continue offensive austriache
Alla Giunta di Difesa Generale, struttura di governo della presenza militare della Repubblica Cispadana, furono attribuiti i seguenti compiti:

1) organizzare la Legione Italica (poi Legione Cispadana)
2) ordinare ai 4 governi provvisori di formare ognuno una legione entro 15 giorni
3) nominare il Capo Legione e 2 aiutanti
4) organizzare direttamente la Vª Coorte, composta da forestieri
5) emanare proclami per «eccitare la gioventù ad arruolarsi»
6) inviare agenti in Romagna per promuovere la riunione di quei territori con la Cispadana
7) incaricare una dozzina di abili scrittori italiani affinché componessero opere allo scopo di «distruggere il fanatismo religioso ed eccitare gli animi alla libertà»
8) procurarsi una dotazione di 100.000 franchi
9) darsi una propria organizzazione amministrativa e finanziaria
10) dotarsi di mezzi per spostamenti con carrozze, carri, 12 soldati di scorta.

Fonte: Natali 1940, p. 567.
La composizione della Giunta di Difesa, alla quale furono attribuiti compiti di tipo sia organizzativo sia politico sintetizzati in 10 «Regole», risentì della struttura ancora federale della nascente Repubblica in quanto ne fecero parte cinque membri nominati con il criterio della rappresentanza dei quattro territori (Bologna, Ferrara, Modena e Reggio Emilia) più uno a turno per Bologna e Ferrara.
Il 17 ottobre, seconda giornata del Congresso, furono indicati quali membri della Giunta Leopoldo Cicognara e Giuseppe Passera (Ferrara), Augusto Olivari (Modena), Niccolò Fava (Bologna) e Francesco Scaruffi (Reggio Emilia); quando però il giorno successivo questa composizione fu presentata a Bonaparte, egli consigliò di inserirvi nomi più autorevoli, indicazione immediatamente recepita con la nomina di Giuseppe Rangone (Ferrara) al posto di Giuseppe Passera, di Angelo Sacarabelli Pedocca (Modena) - che venne poi nominato comandante della Legione in corso di costituzione e quindi sostituito da Giuseppe Luosi - di Carlo Caprara (Bologna) in sostituzione di Fava. La Giunta, che si riunì immediatamente il 19 a Modena per poi trasferire la propria sede il 20 a Ferrara, pubblicò un decreto di 15 articoli con cui definiva la propria struttura organizzativa, nominando un segretario, diversi addetti amministrativi, 5 corrieri ed un contabile.

### Le Guardie Civiche
In precedenza, il primo obiettivo relativo alla sicurezza interna era già stato in parte assolto nel momento in cui i governi provvisori creatisi con l'occupazione francese avevano istituito, in vario modo ed in diversi tempi, delle «Guardie civiche» su base volontaria. Per prima Bologna, dove il 24 giugno 1796, subito dopo l'ingresso di Bonaparte in città, era stata istituita una «Giunta per la Milizia» che aveva dato il via ad un arruolamento annuale di 600 elementi per i quali, causa la scarsezza di divise, si era dovuto utilizzare vestiti di scarto a righe, per cui furono soprannominati «rigaden»; già da luglio, su ordine di Bonaparte, i bolognesi dovettero provvedere al presidio di alcuni territori ed i ferraresi a vigilare il Polesine. Ma gli appelli ad arruolarsi incontrarono ben scarso entusiasmo, per cui a Bologna furono solo 300 gli arruolati divisi in quattro compagnie al comando di Giovanbattista Guastavillani. e anche un editto del Senato cittadino del 6 luglio dette pochi risultati; fu quindi necessario, con altro provvedimento del 3 ottobre, rendere la coscrizione obbligatoria per tutti i maschi tra i 18 ed i 55 anni. Il 4 ottobre anche a Ferrara, a fronte di analoghe difficoltà, fu assunto lo stesso provvedimento.
A Modena, a causa del permanere sino ai primi di ottobre del ducato estense, continuarono a esistere le truppe ducali e fu soltanto il 9 ottobre 1796, dopo che Bonaparte (4 ottobre) dichiarò «infranto» l'armistizio che era stato concordato con la Reggenza istituita dal fuggitivo Ercole III, che si decise di costituire una forza armata di cittadini per la tutela dell'ordine; a tale scopo il 12 fu pubblicato un proclama che invitava a «formare una coorte di patrioti, per secondare con le nostre stesse forze i nostri liberatori e renderci ogni giorno più rispettabili ad essi». A Reggio Emilia, invece, sin dal moto che s'era concluso il 26 agosto con la cacciata delle truppe ducali, si era provveduto alla formazione di una Guardia Civica che poi sarà protagonista dello scontro, di scarsa importanza militare nel contesto della Campagna d'Italia ma di grande importanza propagandistica per le nascenti repubbliche emiliane, avvenuto il 5 ottobre 1796 a Montechiarugolo.
| Stato Maggiore |                           | |
| elementi | comandante                | composizione |
| 42 | Angelo Scarabelli Pedocca | 2 Capitani aiutanti; 5 Capi coorte; 5 quartiermastri; 5 chirurghi; 5 aiutanti maggiori; 5 sotto aiutanti; 1 tamburo sergente maggiore; 2 caporali tamburi; 3 sartori; 4 calzolari; 4 armaiuoli                                                                       |
| Coorti |                           | |
| | comandante                | composizione |
| Bologna | Agostino Piella           | 700 elementi divisi in 7 centurie da 100, di cui 1 di granatieri ufficiali e graduati al comando di ogni centuria : 1 tenente; 1 sottotenente; 1 sergente maggiore; 3 sergenti; 6 caporali; 1 furiere; 2 suonatori; 2 tamburi; truppa:82 legionari per ogni centuria |
| Ferrara | Ippolito Guidetti         | idem |
| Modena | Achille Fontanelli        | idem |
| Reggio Emilia | Francesco Scaruffi        | idem |
| Forestieri (1) | Ferdinando Belfort        | idem |
| Nota 1: con divieto di arruolamento per i provenienti da Spagna e Ducato di Parma |                           | |
| Artiglieria |                           | |
| Comandante: Giovanni Paolo Calori Stremiti consistenza: 10 batterie di bocche da fuoco di vario calibro                                                                                         |                           | |
| Cacciatori a cavallo |                           | |
| 2 compagnie con composizione geografica mista. di 240 elementi ciascuna compagnia «Modena e Reggio», comandante Gian Giuseppe Raspi compagnia «Bologna e Ferrara», comandante Antonio Astolfoni |                           | |
| Fonte: Natali 1940, pp. 568-572 |                           | |

### Costituzione della Legione
Nel corso del 1º Congresso Cispadano del 16-18 ottobre 1796 si decise di affiancare ai corpi armati che erano nati a livello municipale un vero e proprio esercito della nascente Repubblica, anche se ancora a struttura federale, incaricando della sua gestione la Giunta di Difesa Militare. Inizialmente il Congresso modenese aveva denominato la nuova forza armata «Prima Legione Italica», ma Bonaparte, per non creare tensioni diplomatiche con gli Stati italiani con cui non era in guerra, volle che fosse invece definita soltanto «Cispadana».
Pur inquadrando in un assetto omogeneo la struttura della nuova forza militare, la costituzione dei reparti della Legione (denominati «Coorti») riferiti ai quattro territori fu lasciata all'iniziativa dei singoli governi locali, salvo che per la Vª Coorte, composta da «Forestieri», della quale si incaricò direttamente la Giunta lanciando il 21 ottobre un appello rivolto «alla gioventù italica», seguito il 25 da un bando per la composizione di un inno patriottico.
Al comando della Legione Cispadana fu chiamato il già citato Angelo Scarabelli Pedocca, originario di Mirandola, in precedenza alto ufficiale del truppe estensi oltre che docente di architettura civile e militare a Modena. I comandanti delle coorti furono indicati dai rispettivi governi locali nelle persone di Agostino Piella (Bologna), proveniente da 11 anni di servizio nella cavalleria austriaca, di Francesco Scaruffi (Reggio Emilia), già ufficiale estense e diventato noto per lo scontro di Montechiarugolo, di Achille Fontanelli (Modena) che diventerà in seguito Ministro della guerra nel Regno d'Italia, e di Ippolito Guidetti (Ferrara), ex ufficiale delle truppe pontificie.
La Giunta di Difesa Generale chiamò al comando della Vª Coorte il bavarese Ferdinando Belfort, che era stato ufficiale dalle disciolte truppe estensi. Per motivi diplomatici questa Coorte non poté reclutare stranieri provenienti da Parma o dalla Spagna, mentre la propaganda si rivolse soprattutto verso la confinante Romagna.

### Difficoltà dell'arruolamento e diserzioni
La volontà dei rappresentanti riuniti ad ottobre nel Congresso di Modena di voler affiancare militarmente la presenza francese nel nord Italia si scontrò con una realtà di apatia e disinteresse - quando non di aperta ostilità - manifestate per diversi motivi, in particolare per quello religioso, dalle popolazioni che essi chiamavano ad arruolarsi.
Alla fine di novembre, dopo un mese di propaganda, la Legione Cispadana era ancora ben lontana dall'essere formata, andando da un minimo di soli 286 elementi a Ferrara ad un massimo di 500 a Bologna; anche l'appello agli stranieri non aveva riscosso grandi risultati, e complessivamente la Legione si trovava con una forza che non superava il 50% del previsto, al punto che il 4 dicembre il generale Rusca, all'epoca comandante francese a Modena e Reggio, protestò per il ritardo. Nonostante i ranghi ancora ridotti, vi furono carenze nella dotazione di divise, armi, munizioni ed equipaggiamento, in particolare calzature ed abiti invernali.

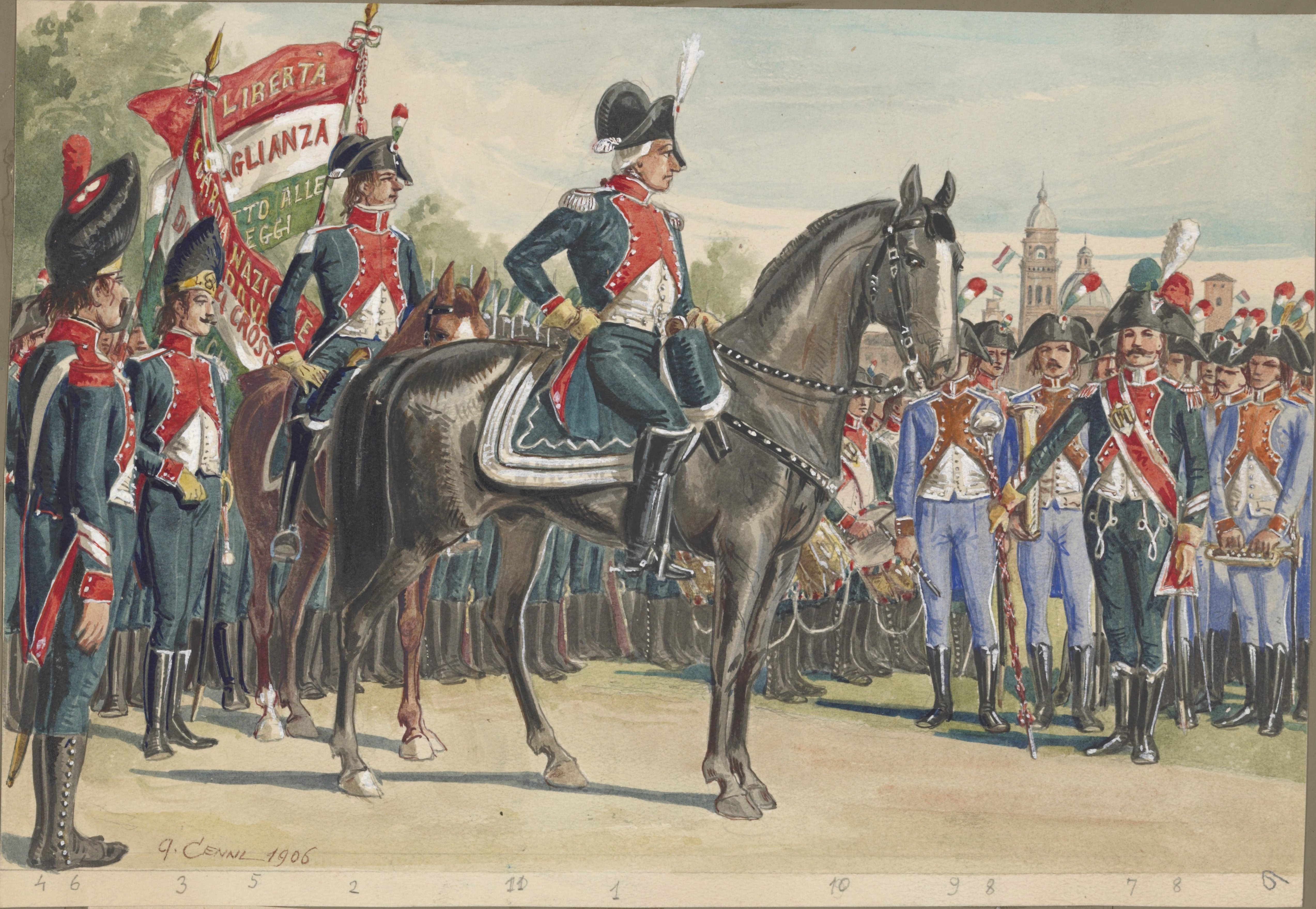
Uniformi della Guardia nazionale di Reggio Emilia, confluita nella Legione Cispadana

Ma non vi erano solo difficoltà di arruolamento: le file dei legionari erano decimate dalle malattie causate da precarie condizioni di alloggio e da una diffusa tendenza alle diserzioni, le più gravi delle quali si verificarono il 13 dicembre al traghetto di Fossa Caprara, quando ben 140 componenti della coorte bolognese inviati verso Cremona si diedero alla fuga temendo di essere destinati all'assedio di Mantova, e il giorno successivo, allorché vi fu una ribellione della coorte reggiana, e in questo caso per ristabilire l'ordine fu necessaria una carica di usseri francesi.
La gravità di questo fenomeno indusse il Senato bolognese ed emettere il 19 dicembre 1796 un bando con il quale si promettevano 25 lire di premio a chi avesse denunciato un disertore. Ma con scarsi risultati se ancora il 10 aprile la Giunta di Difesa Generale, al fine di «richiamare tutti i figli traviati nel seno della libera loro madre», proclamò il perdono per tutti i disertori, con la minaccia di comminare 10 anni di carcere a chi non si fosse presentato e la pena di morte ai recidivi; anche in questo caso gli effetti su una truppa stretta tra ostilità di molte popolazioni, disistima francese, irregolarità e ritardi nelle paghe, e scarsezza di armi e mezzi furono modesti.
Finché durò la Repubblica Cispadana, le difficoltà della Legione a comporre le proprie file per sostenere un ruolo militare efficace non cessarono; ne sono una testimonianza i ricorrenti quanto infruttuosi proclami a favore degli arruolamenti, come quello del febbraio 1797 con cui la Giunta di Difesa Generale invitava ad affiancare «la Nazione debellatrice dell'Austria [che] offre generosa a noi quella libertà che è il più prezioso dei beni naturali; vi si apre la carriera della libertà, della gloria, dell'onore. I terribili esempi di Lugo e della Garfagnana non daranno certamente coraggio a que' pochi che tentassero di ritenersi nell'antico ordine delle cose».

## Impiego operativo

### Utilizzo come forza repressiva
La Legione Cispadana non fu mai impiegata dai francesi come truppa di linea contro le armate austriache durante le varie offensive con cui esse tentarono senza successo di contrastare Bonaparte sul suolo italiano nel 1796-97. Questa limitazione fu dovuta non tanto a una promessa secondo cui la Legione non sarebbe mai stata impiegata all'esterno del territorio cispadano (che infatti fu spesso violata), ma, molto più probabilmente, a un giudizio negativo dei francesi sulla tenuta e la validità di quella truppa, derivante dall'averne verificato scarso entusiasmo nell'arruolamento, la cronica carenza di equipaggiamento e i frequenti episodi di diserzione. Ciò provocò una considerazione di inefficienza e di indisciplina, dovuta al permanere di tensioni tra i vari territori, che emerse con tutta gravità quando il 13 gennaio 1797 la Legione fu passata in rassegna a Bologna; fu allora che il comando francese decise di correre ai ripari immettendo nei giorni successivi tra i quadri della Legione propri ufficiali, spesso di origine còrsa, che arrivarono a costituire sino ad un terzo del totale. In quell'occasione di decise anche un'«amalgama» tra le coorti, superandone la provenienza geografica, nel tentativo di evitare tensioni campanilistiche: esse furono quindi, per sorteggio, ridefinite in 1ª (ex bolognese), 2ª (ex modenese), 3ª (ex reggiana) e 4ª (ex ferrarese); la 5ª restò dei «forestieri».

Uniformi della Guardia Nazionale Cispadana prima dell'unione con la Cisalpina

La scarsa considerazione francese verso l'affidabilità della Legione Cispadana comportò un suo impiego prevalentemente per interventi di retrovia - come la scorta ai prigionieri - o di natura repressiva, come nel caso dell'intervento contro l'insurrezione antifrancese in Garfagnana nel dicembre 1796, oppure in varie zone della Lombardia (con ripetute violazioni della promessa di limitarne l'attività al territorio cispadano), dove reparti della Legione furono impegnati in vari contesti, tra cui la repressione di una sommossa nelle valli bergamasche. In particolare la coorte bolognese fu inviata dapprima a Milano e in seguito a Como, Colico e Lecco, mentre, tra il 1 e 3 aprile 1797, la coorte ferrarese fu schierata contro le insorgenze anti-francesi a Borgo di Terzo a Cenate, in Val Seriana (dove perse la vita un ufficiale), a Trescore (dove furono uccisi tutti i maschi adulti) e a Torre Boldone, partecipando a un intervento che si concluse con delle fucilazioni; questa breve e sanguinosa campagna si concluse il 12 aprile con un attacco, nel corso del quale fu ucciso il caporale ferrarese di 15 anni Carlo Traversi, contro Nembro, sede principale degli insorti, che il comandante della coorte Guidetti definiva in una lettera «bestie, non uomini, da combattere», con casi sia di viltà sia di massacri.

### Difficoltà finanziarie
Sin dalla sua istituzione la Legione Cispadana fu afflitta dalla difficoltà di ricevere dai territori emiliani adeguate risorse economiche. Il costo inizialmente previsto di 12.000 scudi, suddiviso in quote pari a 1/3 per Bologna, 1/4 per Ferrara e la metà del resto per Modena e Reggio, apparve quasi subito insufficiente, benché costituisse un peso drammatico sulle finanze di governi locali già oberati dalla requisizioni e dalle indennità di guerra imposte dai francesi; gli oneri per Modena furono di 41.000 franchi all'anno, oltre alla necessità di garantire 256.000 razioni di vitto, e analoga fu la somma richiesta a Reggio Emilia.
Il rendiconto predisposto dalla Giunta di Difesa Generale e riguardante le spese militari dei primi mesi della Repubblica Cispadana venne discusso al Congresso di Reggio nella sessione del 1º gennaio 1797 sulla base di una relazione effettuata dai deputati Antonio Massari, Pietro M. Padoani, Antonio Veneri e Giuseppe Amici. 
 I conti furono così presentati:
 Entrate

contributo di Ferrara
contributo di Bologna
contributo di Modena e Reggio
totale entrate
scudi 6.872,72
scudi 7.090,90
scudi 9.660,00

scudi 23.623,62
Spese
Fortificazioni di Ferrara
Lavori di Forte Urbano
Allestimenti della coorte «Forestiera» ed artiglieria
spesa di funzionamento della Giunta
totale spese
scudi 10.980,89
scudi 1.900.00
 
scudi 5.745,99

scudi 3.129,61 
  scudi 21.756,49
Dai conti presentati risultava quindi un avanzo di 1.867,13 scudi, a fronte però di circa 3.000 scudi di debiti.
 La relazione della Giunta presentava anche gli sforzi fatti per ridurre le spese rinunciando a parte delle guardie di scorta e dei corrieri, oltre ad aver «supplito coi propri lumi ai 12 scrittori italiani per istruire l'Italia contro il fanatismo», che era stato uno dei compiti affidati alla Giunta. Il Congresso considerò positivamente il resoconto delle spese militari dei primi mesi della Cispadana, definendolo «sommamente onorevole».

Fonte: Vittorio Fiorini, Gli atti del Congresso Cispadano nella città di Reggio, Roma, Editrice Dante Alighieri, 1897, p.111
La situazione diventò presto insostenibile e alla fine di novembre, Rangoni e Cicognara, componenti della Giunta di Difesa Generale stretta tra la continue richieste di denaro provenienti dal comando della Legione per le necessità operative e la difficoltà a riscuotere da parte dei governi locali, minacciarono le dimissioni; ne scaturì un incontro che si svolse a Bologna il 3 dicembre tra la stessa Giunta e i rappresentanti delle città, i quali accettarono di portare a 26.000 scudi complessivi la contribuzione, soprattutto per le spese dell'artiglieria, considerato il reparto più efficiente della Legione; si trattava comunque di una somma molto lontana da quella che i membri della Giunta, in una nota del 13 novembre, avevano calcolato come necessaria, pari a 100.000 scudi, che corrispondeva a una quota pari a quasi 182.000 lire tornesi per Bologna e 151.000 per Ferrara. A fronte di quel fabbisogno stimato le risorse erano molto più modeste, come dimostra il primo rendiconto delle spese militari della Cispadana, presentato al 2º Congresso di Reggio.
L'ultima occasione nella quale vennero affrontate le difficoltà economiche della Legione fu durante un incontro che il 7 aprile 1797 la Giunta di Difesa Generale ebbe con i rappresentanti dei quattro governi, ancora in funzione nonostante che da pochi giorni si fossero svolte le elezioni per gli organi cispadani. In quella occasione la Giunta presentò un puntiglioso e dettagliato rendiconto delle spese (compresi i debiti in essere, in particolare verso l'Amministrazione della Lombardia che aveva anticipato le spese di mantenimento delle truppe inviate in quelle zone), che ammontavano a circa 54.000 scudi; in attesa che le istituzioni cispadane entrassero in funzione si decise il raddoppio della contribuzione annua, che però non ebbe seguito, dati i problemi finanziari che nella loro brevissima esistenza quelle istituzioni si trovarono a fronteggiare.

### Attacco allo Stato pontificio

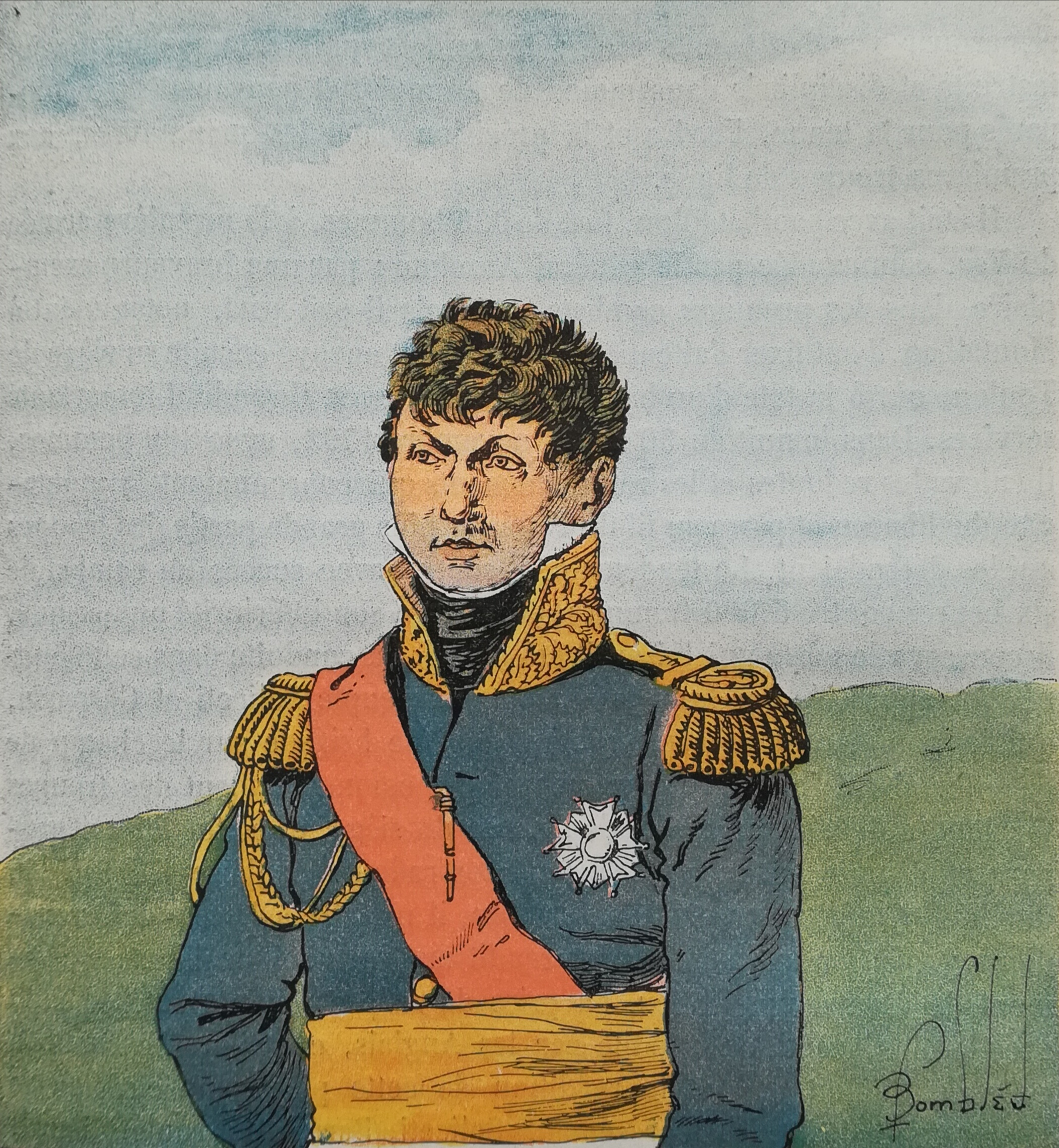
Il generale Claude Victor comandò le truppe che nel febbraio 1797 attaccarono lo Stato pontificio: tra esse anche reparti della Legione Cispadana su cui egli diede un giudizio negativo

L'unica occasione in cui la Legione Cispadana fu impiegata a fianco delle truppe francesi in un conflitto di prima linea fu l'attacco allo Stato Pontificio che prese avvio da Bologna il 1º febbraio 1797: fra le truppe che sotto il comando del generale Claude-Victor Perrin condussero l'offensiva si trovavano anche 850 elementi delle Coorti modenese, reggiana e bolognese aggregate alla 18ème démi brigade légère appartenente alla brigade Lasalcette. Queste truppe parteciparono alla scontro al guado del Senio avvenuto il 2 febbraio, per poi proseguire verso Rimini, Pesaro e Fano e Ancona, lasciando un'aliquota a Faenza con funzioni di presidio.
Nell'ambito di questa campagna la Legione prese anche parte il 23 febbraio allo scontro di Sant'Elpidio, che si risolse in un massacro di 136 rivoltosi anti-francesi asserragliati nel Convento dei Cappuccini, e altri fucilati, nel quale la truppa cispadana ebbe 10 morti, tra cui un ufficiale. La marcia delle coorti cispadane arrivò sino all'occupazione di Macerata e in seguito esse - a parte un piccolo contingente lasciato ad Ancona assieme ad unità polacche inquadrate dai francesi - furono fatte rientrare per prendere parte, ancora una volta fuori dal territorio, ad interventi repressivi a Cattolica, Morciano e Tavoleto, muovendosi in una situazione di generale ostilità delle popolazioni verso le forze di invasione. Nel complesso il generale Victor diede un giudizio di scarso valore al contributo della Legione alla campagna da lui diretta.

### Crisi organizzativa
La campagna di febbraio contro le truppe pontificie mise in evidenza le difficoltà della Legione Cispadana, che portò il 12 aprile 1797 alla decisione della Giunta di Difesa Generale di estromettere Scarabelli-Pedocca, considerato «troppo vecchio ed assuefatto alle lentezze dell'antico governo», affidando il comando dell'unità a Stefano Recco, uno degli ufficiali francesi di origine còrsa che sin da gennaio erano stati integrati nella Legione.
| Coorti Cispadane            | Legioni Cisalpine      | Battaglioni Cisalpini        |
| IIª - Modenese (Fontanelli) | 3ª (Severoli)          | Iº / 3 (Fontanelli)          |
| IIIª - Reggiana (Scaruffi)  | 3ª (Severoli)          | IIº / 3 (Massera)            |
| nuove reclute emiliane      | 3ª (Severoli)          | IIIº / 3 (Cappi)             |
| Iª - Bolognese (Piella)     | 4ª (Piella)            | incorporata nel Iº / 4       |
| Vª - Forestiera (Belfort)   | 4ª (Piella)            | IIº / 4 (Belfort)            |
| Centuria Imolese (Cappi)    | 4ª (Piella)            | incorporata nel Iº / 4       |
| nuove reclute romagn        | 4ª (Piella)            | IIIº / 4 (Guidetti)          |
| Compagnia di Pesaro         | 4ª (Piella)            | incorporata nel IIIº / 4     |
| Emiliana (Lorot)            | 5ª (Gian Paolo Calori) | Iº/ 5 (Lorot); IIº/5 (Succi) |
| Fonte: Ilari 2001, p. 438.  |                        |                              |

Questo intervento apportò qualche miglioramento, ma senza riuscire a invertire una situazione ormai compromessa, aggravata dalla dispersione in cui si trovavano le truppe legionarie: infatti alla data del 19 maggio 1797 esse erano presenti contemporaneamente in Romagna (Rimini, Cesena, Ravenna, Cervia), in Lombardia (Bergamo, Pizzighettone), in Emilia (Bologna e Forte Urbano), a Ferrara ed al Forte di Monte Alfonso in Garfagnana, più alcuni contingenti di cavalleria a Faenza. Esattamente il contrario di quello che era scritto nella Costituzione cispadana, votata il 27 marzo, che agli articoli dal 307 al 313 prevedeva un utilizzo autonomo ed unitario della forza armata, clausola destinata a non essere attuata così come la stessa Costituzione. Dalle varie aliquote della Legione, inoltre, pervenivano notizie drammatiche, come quella che a maggio fu inviata alla Giunta di Difesa Generale dal comandante della coorte ferrarese ancora impegnata nel bergamasco, ormai ridotta a circa 150 effettivi e «piena e morti e feriti, con i tenenti moribondi: se non saremo rilevati da questo per noi maledetto paese. tomba comune, noi tutti periremo».
In diverse occasioni le precarie condizioni della Legione diventarono oggetto di informative a Bonaparte e sempre più queste segnalazioni andarono a rafforzare le tesi di quanti volevano - in contrasto con i dirigenti della Repubblica - l'unione della Cispadana alla Lombardia. Il 15 aprile il componente della Giunta di Difesa Generale Giuseppe Luosi ispezionò le coorti dislocate nelle Marche e in Romagna, scrivendo nel suo rapporto che non esisteva più alcuna disciplina. L'aspetto militare diventò parte di quello politico quando Leopoldo Cicognara scrisse al generale per rassicurarlo che «la volontà di tutti [i cispadani - ndr] è a favore di una grande unione», rafforzando la richiesta con una descrizione avvilente della Legione che «ormai da due mesi non recluta più e si può dire che ormai essa non esista: nella Legione succede ciò che è più fatale nel federalismo, la rivalità».

## Confluenza nella Legione Cisalpina
Con il primo smembramento della Repubblica Cispadana, avvenuto il 29 maggio 1797 e che vide l'unione di Modena e Reggio alla Lombardia, Bonaparte dispose anche lo scioglimento della Giunta di Difesa Generale, che di quella Repubblica era un'emanazione: essa tenne la sua ultima riunione a Bologna il 1º giugno per essere poi sostituita con un Amministratore Unico per gli affari militari, incarico che fu affidato a Leopoldo Cicognara sotto il controllo del generale Jean Joseph de Sahuguet. Nelle settimane successive Cicognara, alle prese con un crescente fenomeno di diserzioni, si rivolse più volte al generale per sollecitare l'unione politica con la Lombardia, sino ed esultare quando il 29 luglio quell'unione fu disposta scrivendo che «finalmente si è di nuovo ristretto il vincolo della nostra fraternità! Viva l'Italia e viva la Repubblica Italiana!».

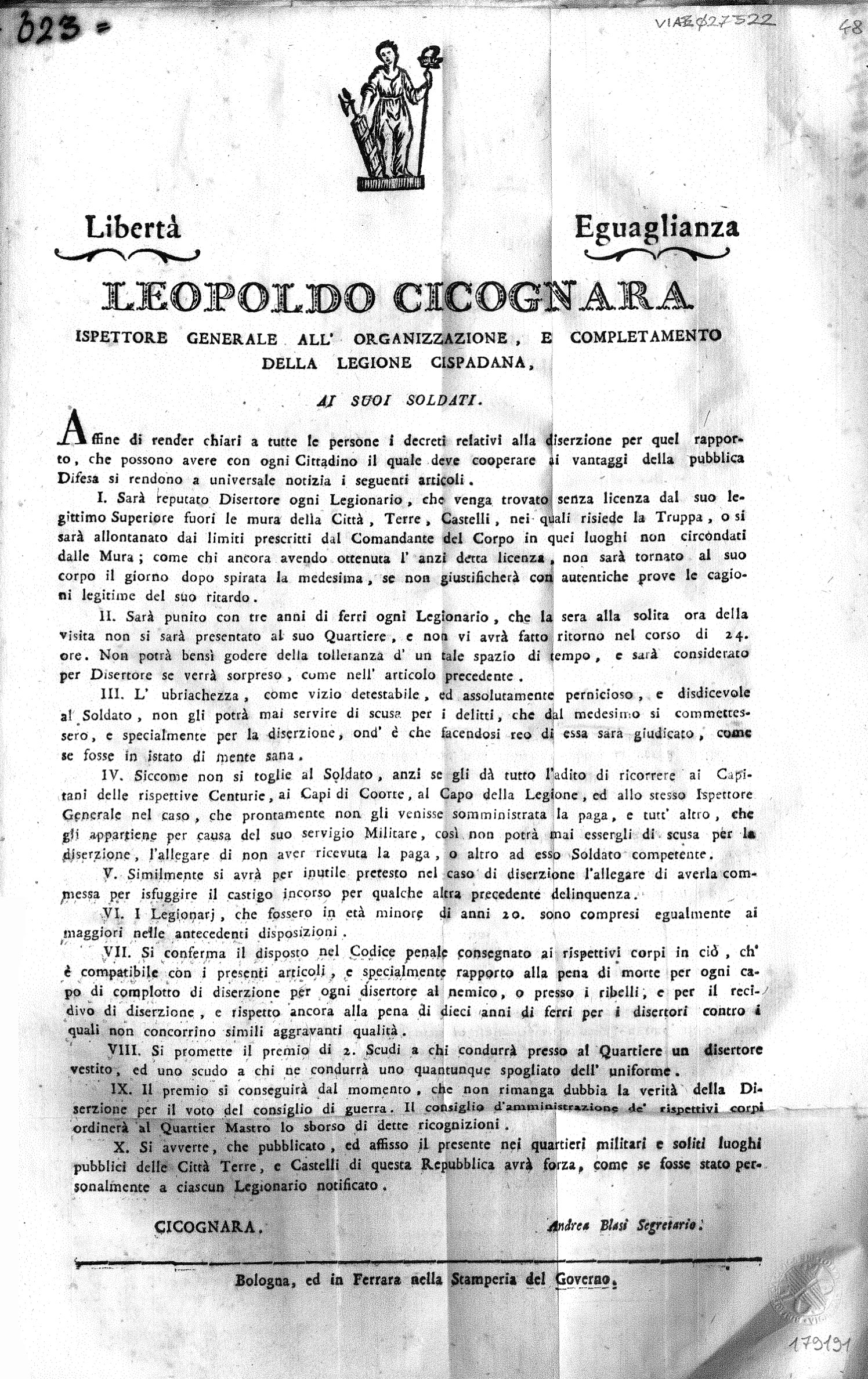
Proclama contro le diserzioni emanato da Leopoldo Cicognara, Amministratore Unico della Legione Cispadana nel periodo di transizione verso la Repubblica Cisalpina

L'inquadramento delle truppe cispadane nell'Esercito cisalpino avvenne con qualche difficoltà, in quanto le coorti, dopo l'«amalgama» effettuato a gennaio, non erano più diretta espressione dei territori. Dapprima, al momento dell'unione di Modena e Reggio, furono trasferite la 2ª e la 3ª nella 3ª Legione Cisalpina, mentre tra quelle che restarono in capo alla Repubblica Cispadana proseguirono le diserzioni che neppure si riuscì a rimpiazzare dato che era stati sospesi gli arruolamenti per mancanza di denaro. In conclusione le truppe trasferite dai territori cispadani formarono nell'esercito cisalpino 4 battaglioni.

## Giudizi storici
Gli storici che si sono occupati della breve ma intensa vicenda della Repubblica Cispadana, nel ricostruirne gli aspetti militari hanno valutato in modo distinto quanto accadde tra la primavera del 1796 ed il luglio 1797. Infatti, mentre l'operato della Giunta di Difesa Generale è stato giudicato in modo abbastanza positivo, non altrettanto può dirsi per quanto attiene all'attività della Legione Cispadana.
L'organismo istituito al 1º Congresso di Modena riuscì infatti a svolgere un ruolo di rilievo nei rapporti tra Bonaparte ed i territori emiliani: il generale gli si rivolse sovente e volentieri incaricandolo anche di compiti che esulavano la stretta materia militare, come quando se ne servì per richiamare all'ordine il 3º Congresso che non riusciva a chiudere un testo costituzionale, oppure quando l'incaricò di controllare le comunicazioni tra la Santa Sede e Vienna. Compito svolto con abilità, che portò ad intercettare il 7 gennaio 1797 una lettera inviata dal Cardinale Busca, Segretario di Stato al Cardinale Albani, Nunzio apostolico in Austria, che fece emergere i contatti in corso per un'offensiva su due fronti contro le truppe francesi in Italia, causando l'attacco del febbraio contro lo Stato Pontificio cui furono imposte le pesanti condizioni del Trattato di Tolentino. Va anche ricordato che la Giunta si occupò della situazione militare del Foscolo nominato «Tenente onorario» della Legione il 23 maggio 1797, e sostenne le spese di stampa dell'opera di Vincenzo Monti Il Prometeo.
Ben diverso il giudizio sull'operato della Legione Cispadana, coerente con quanto affermato dai comandanti francesi, come Rusca, Victor, Sérurier che ebbero tra le loro file unità di tale forza armata, tanto che dovettero spesso integrarla con ufficiali e graduati distaccati dai loro reparti: per questo «la storia della Legione Cispadana non ha caratteri eroici, presenta anzi tutti gli aspetti, anche i meno belli, di una truppa raccogliticcia, costituita per impulso e volontà di un dominatore straniero che la fa marciare ed operare senza troppo curarsi del suo addestramento e della sua efficienza. Né i governi cispadani se ne curarono, considerandola come un male necessario e come mezzo per disfarsi degli elementi più torbidi».
Quanto ai Corpi di Guardie civiche costituite nei primi mesi dai governi municipali che sostituirono i precedenti regimi assolutistici, si è riconosciuto che, al di là di qualche episodio di grande valore propagandistico come lo scontro di Montechiarugolo, essi svolsero in gran parte quel ruolo a cui erano destinati di «istituzione preziosa per imporsi ai malcontenti e per tutte le provincie dove la situazione avrebbe reso necessaria una guarnigione francese».